# Harjumaa
Harjumaa (även Harju maakond) är ett landskap i norra Estland med 582 556 invånare (2017), mer än en tredjedel av Estlands totala befolkning. Estlands huvudstad Tallinn ligger i landskapet. Guvernör är sedan 2009 Ülle Rajasalu. Landskapets historiska namn på svenska, danska och tyska var Harrien (Rugel).
Harjumaa ligger vid Estlands nordkust mot Finska viken och omfattar flera öar, till exempel Rågöarna, Nargö, Ulfsö och Vrangö. Landskapet angränsar till Läänemaa i sydväst, till Raplamaa och Järvamaa i söder och Lääne-Virumaa i öster.

## Kommuner

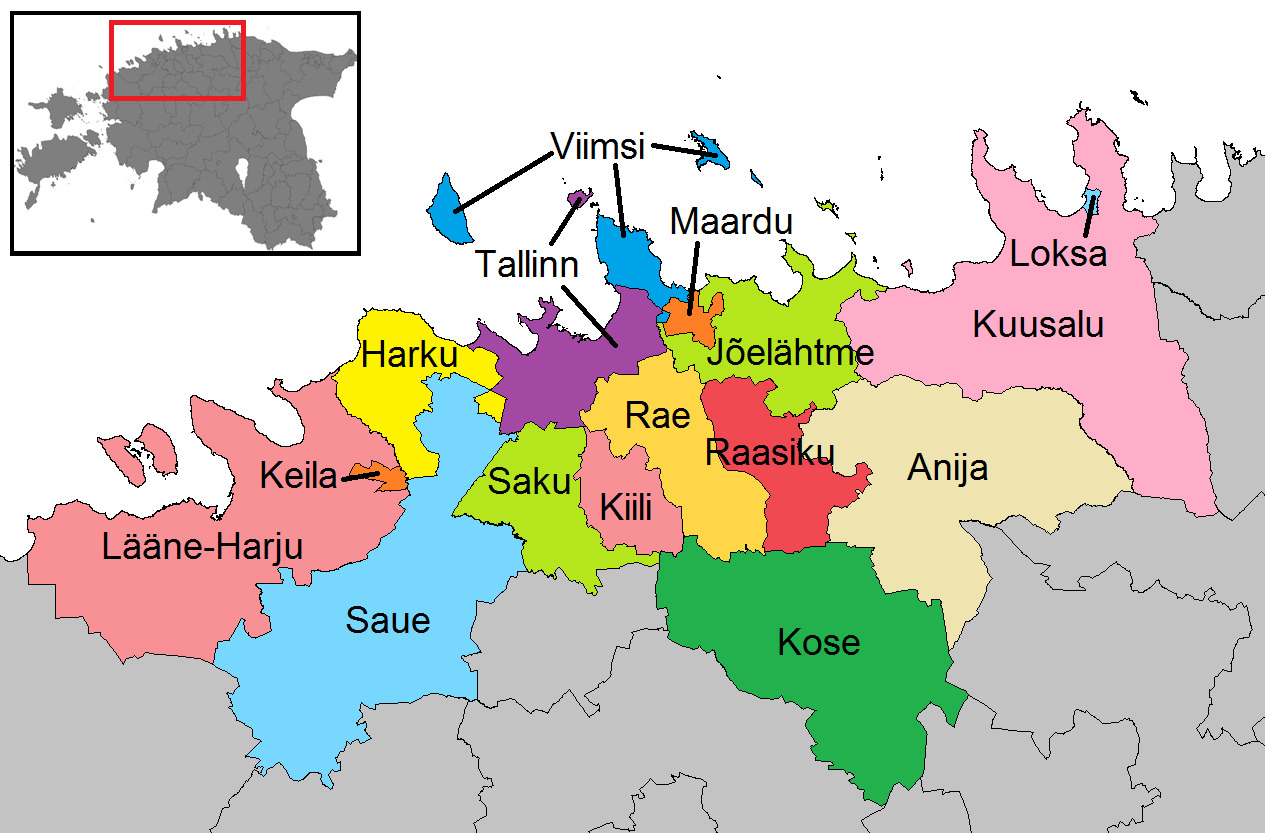
Kommuner i landskapet Harjumaa.

Landskapet Harjumaa är sedan 2017 indelat i 16 kommuner, varav fyra stadskommuner.

### Stadskommuner
- Keila
- Loksa
- Maardu
- Tallinn

### Landskommuner
- Anija (inkluderar staden Kehra och köpingen Aegviidu)
- Harku
- Jõelähtme
- Kiili (inkluderar köpingen Kiili)
- Kose
- Kuusalu
- Lääne-Harju (inkluderar staden Paldiski)
- Raasiku
- Rae
- Saku
- Saue (inkluderar staden Saue)
- Viimsi

## Tidigare kommuner

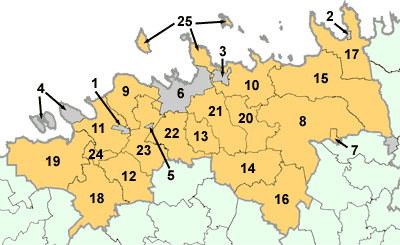
Kommunindelningen i landskapet Harjumaa 2002-2005.

Landskapet har tidigare varit indelat i 26 kommuner, varav sju stadskommuner och en köpingskommun. Siffrorna hänvisar till kartans numrering.

### Stadskommuner
- Kehra (del av nr. 8 på kartan)
- 1 Keila
- 2 Loksa
- 3 Maardu
- 4 Paldiski
- 5 Saue
- 6 Tallinn

### Köpingskommuner
- 7 Aegviidu

### Landskommuner
- 8 Anija (inkluderade staden Kehra)
- 9 Harku
- 10 Jõelähtme
- 11 Keila
- 12 Kernu
- 13 Kiili (inkluderade köpingen Kiili)
- 14 Kose
- 15 Kuusalu
- 16 Kõue
- 17 Loksa
- 18 Nissi
- 19 Padis
- 20 Raasiku
- 21 Rae
- 22 Saku
- 23 Saue
- 24 Vasalemma
- 25 Viimsi

### Administrativ historik
- 2002 uppgick staden Kehra i Anija kommun.
- 2005 uppgick Loksa kommun i Kuusalu kommun.
- 2013 uppgick Kõue kommun i Kose kommun.

## Orter
I landskapet Harjumaa finns sju städer, två köpingar, 34 småköpingar samt 396 byar.

### Städer
- Kehra
- Keila
- Loksa
- Maardu
- Paldiski
- Saue
- Tallinn

### Köpingar
- Aegviidu
- Kiili

### Småköpingar
- Ardu
- Aruküla
- Assaku
- Haabneeme
- Habaja
- Harku
- Jüri
- Kangru
- Karjaküla
- Keila-Joa
- Kiisa
- Kiiu
- Klooga
- Kolga
- Kose
- Kose-Uuemõisa
- Kostivere
- Kuusalu
- Laagri
- Lagedi
- Loo
- Luige
- Peetri
- Raasiku
- Ravila
- Riisipere
- Rummu
- Saku
- Tabasalu
- Turba
- Vaida
- Vasalemma
- Viimsi
- Ämari

## Galleri

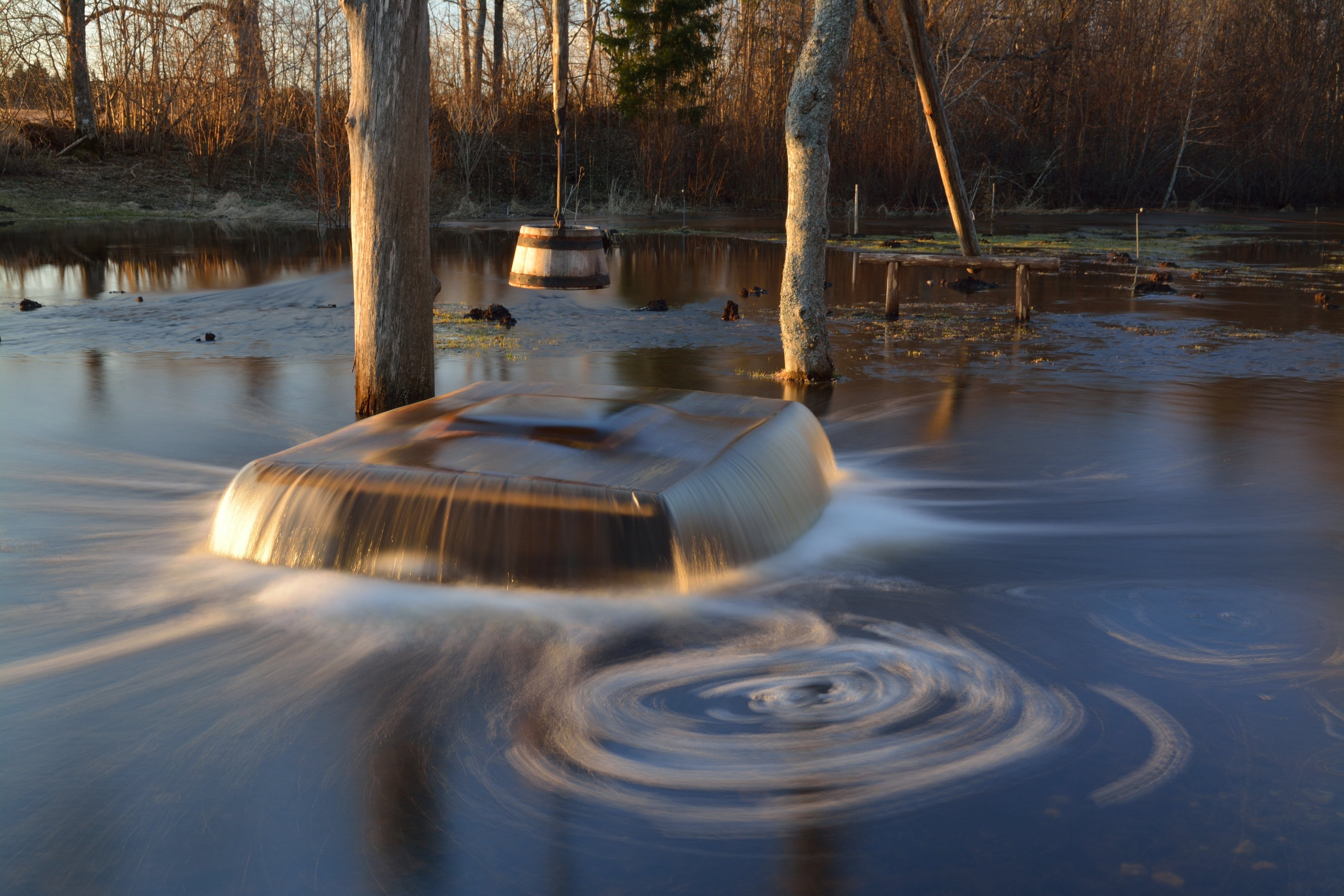
"Häxbrunnen" i byn Tuhala i Kose kommun.
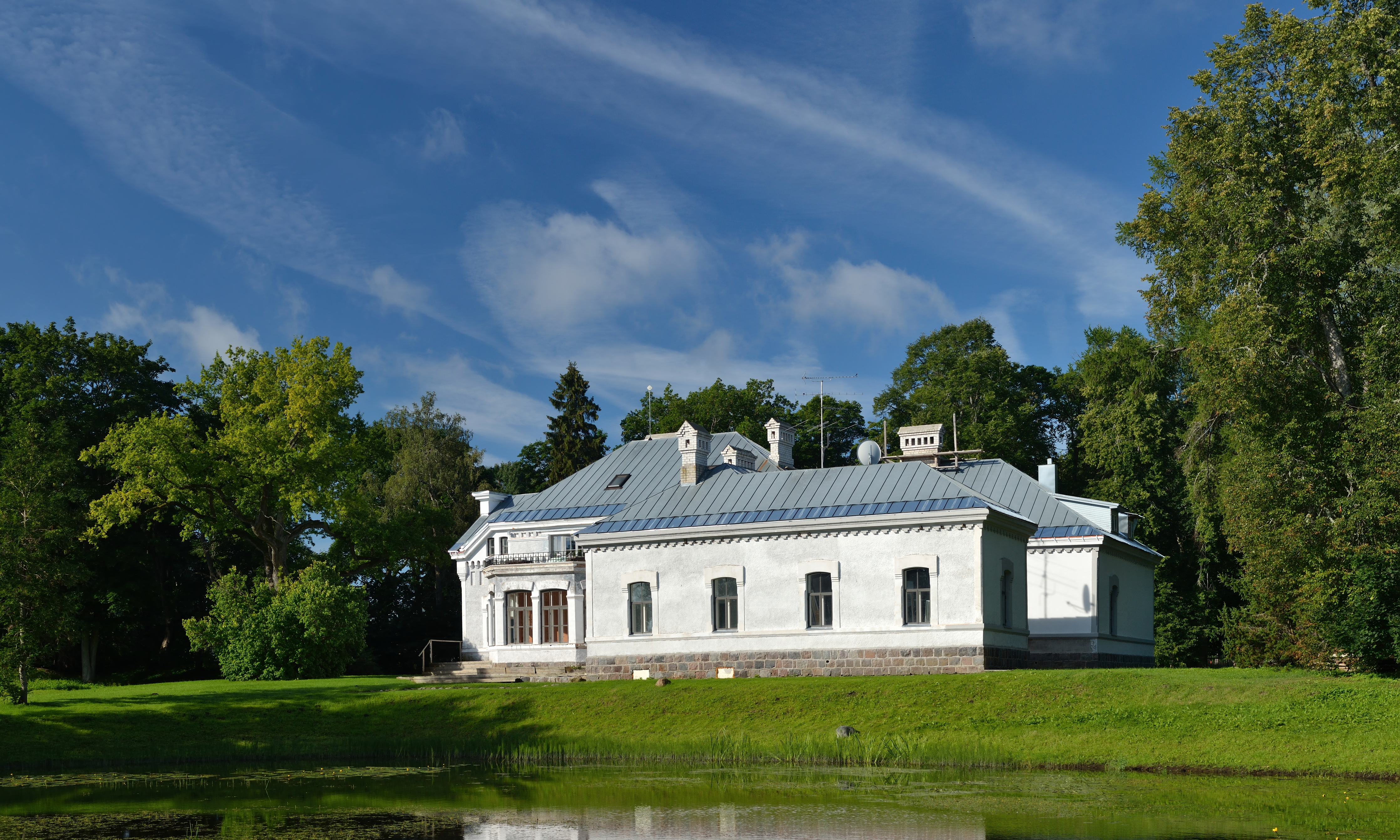
Kiviloo herrgård.
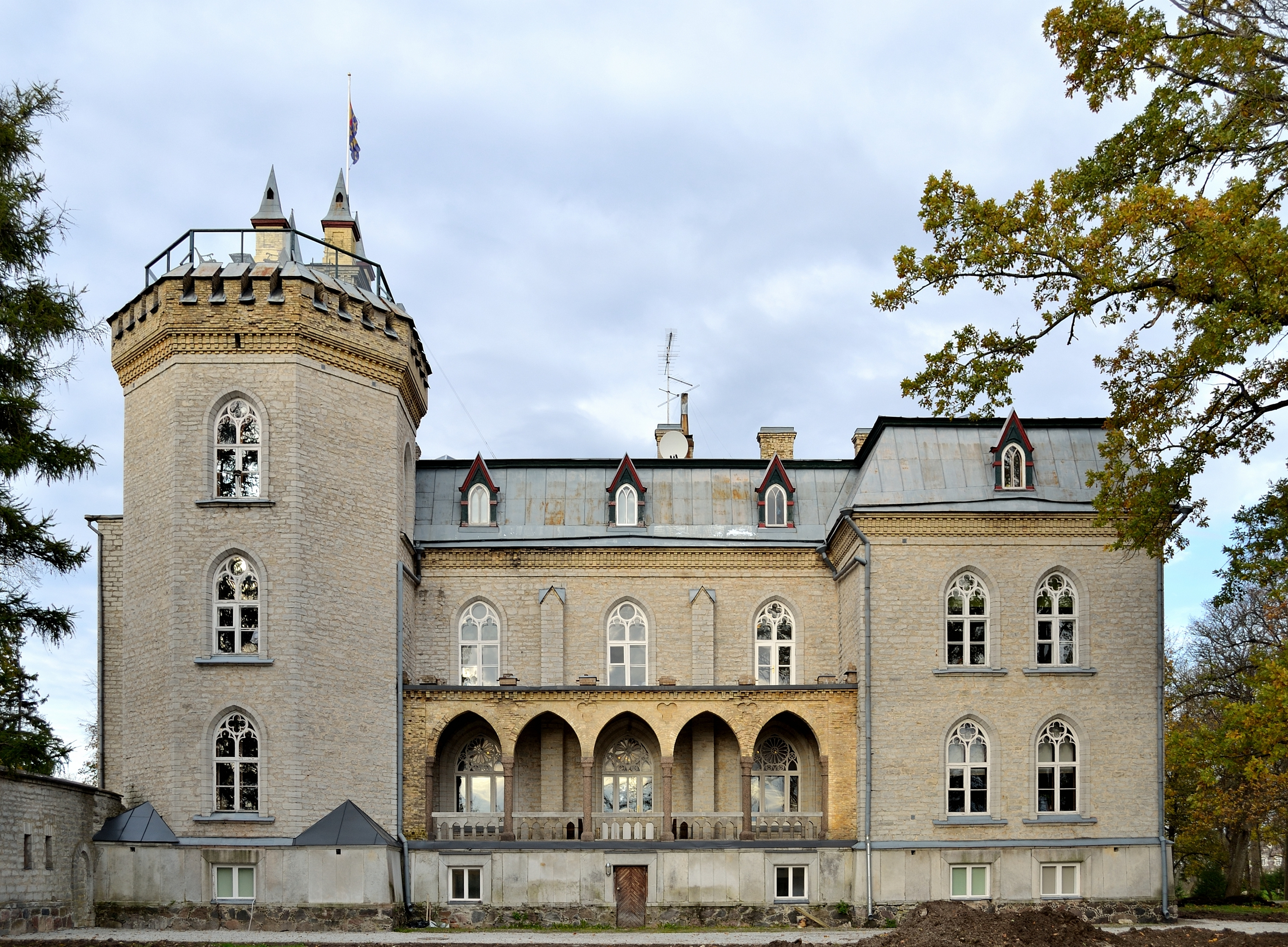
Laitse herrgård.
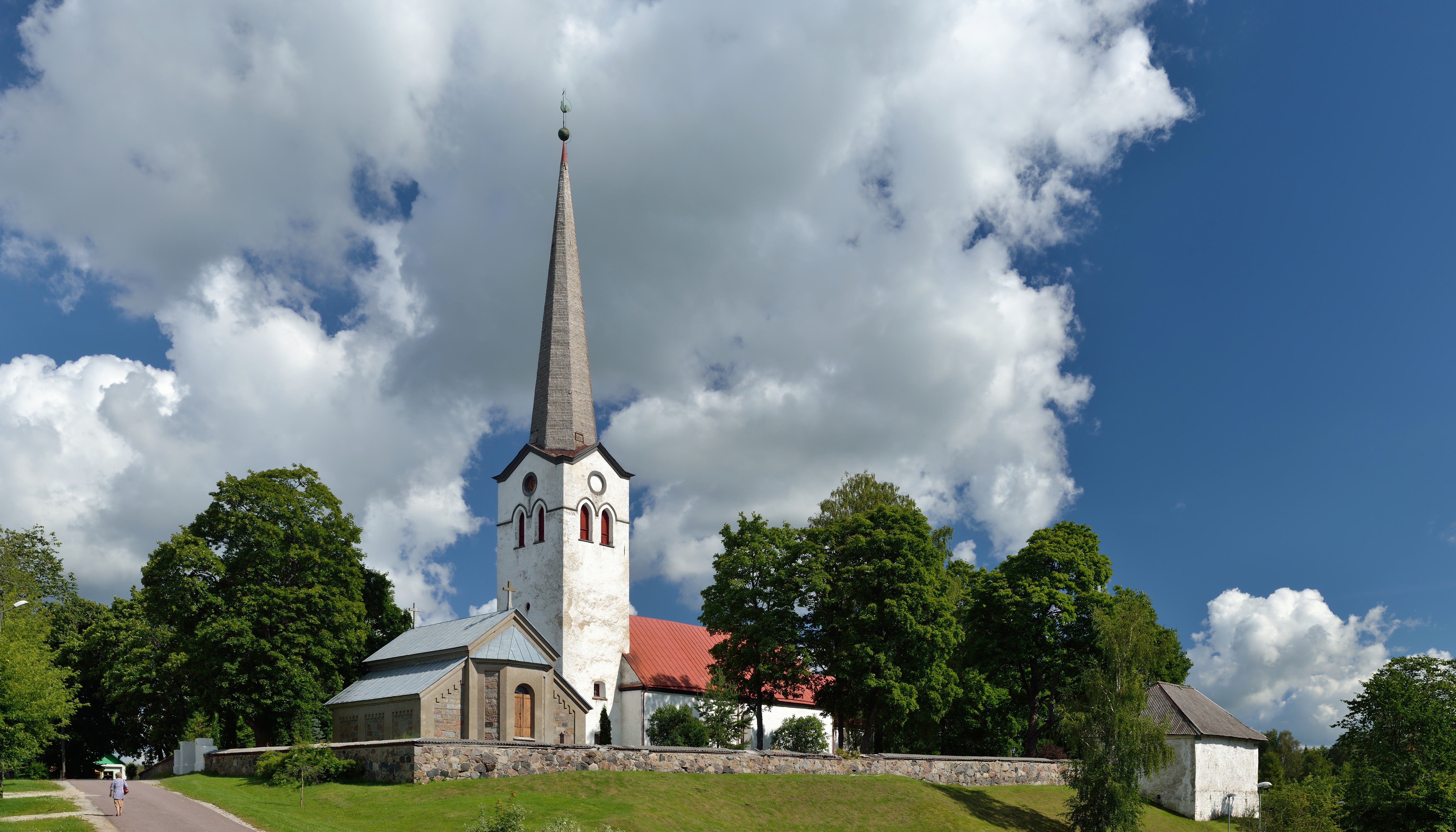
Kose kyrka.
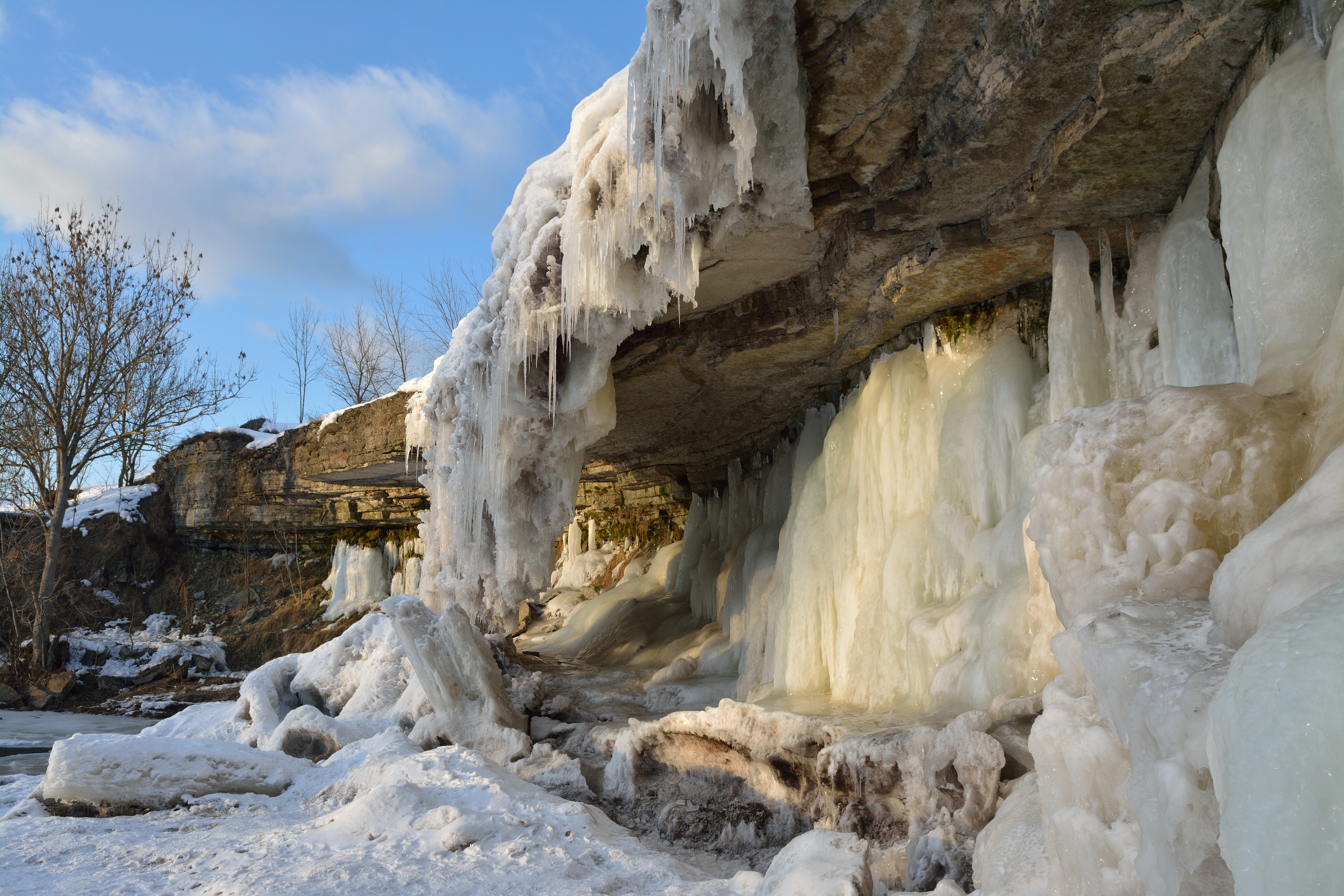
Jägalafallet.
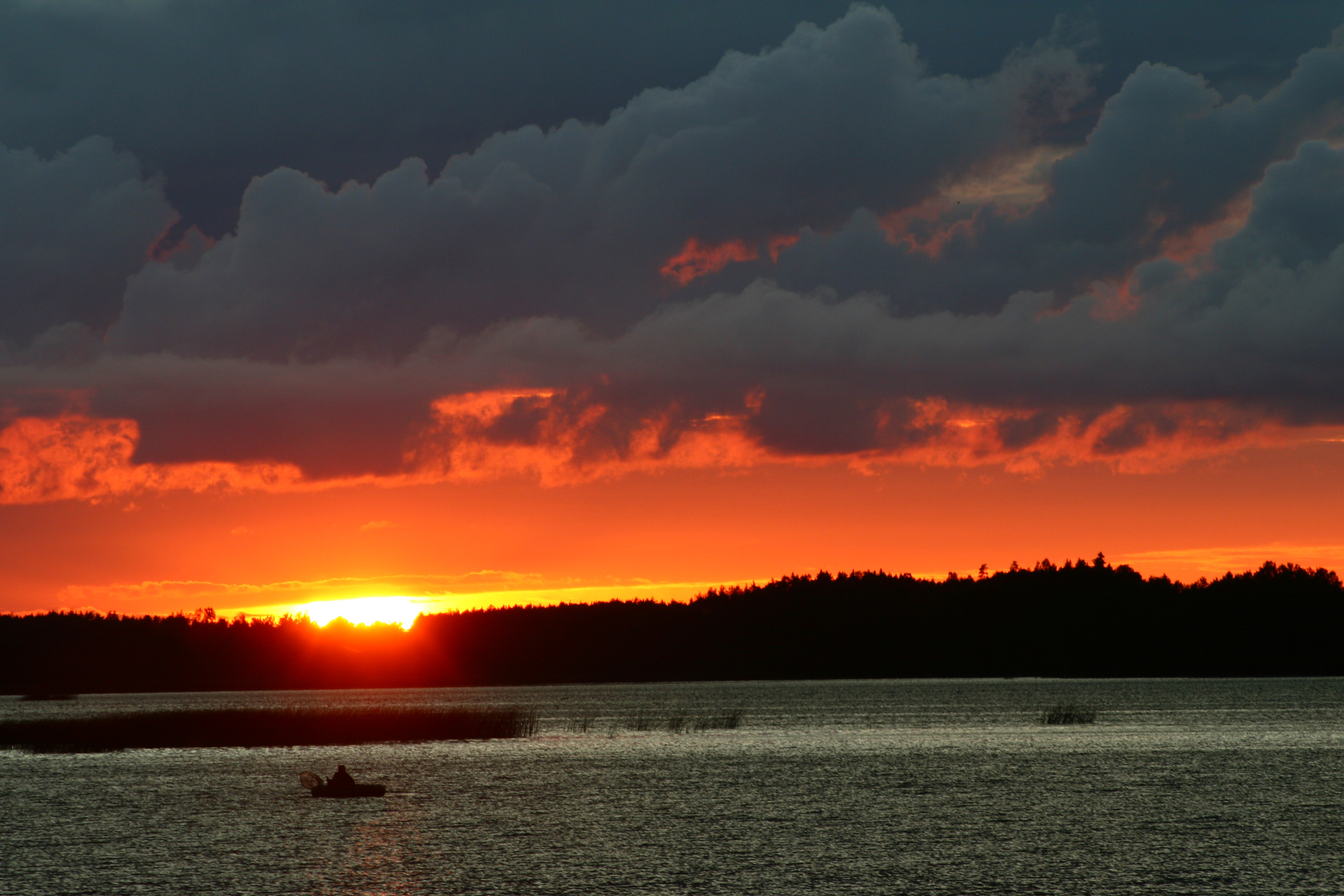
Augustikväll i dåvarande Kõue kommun.
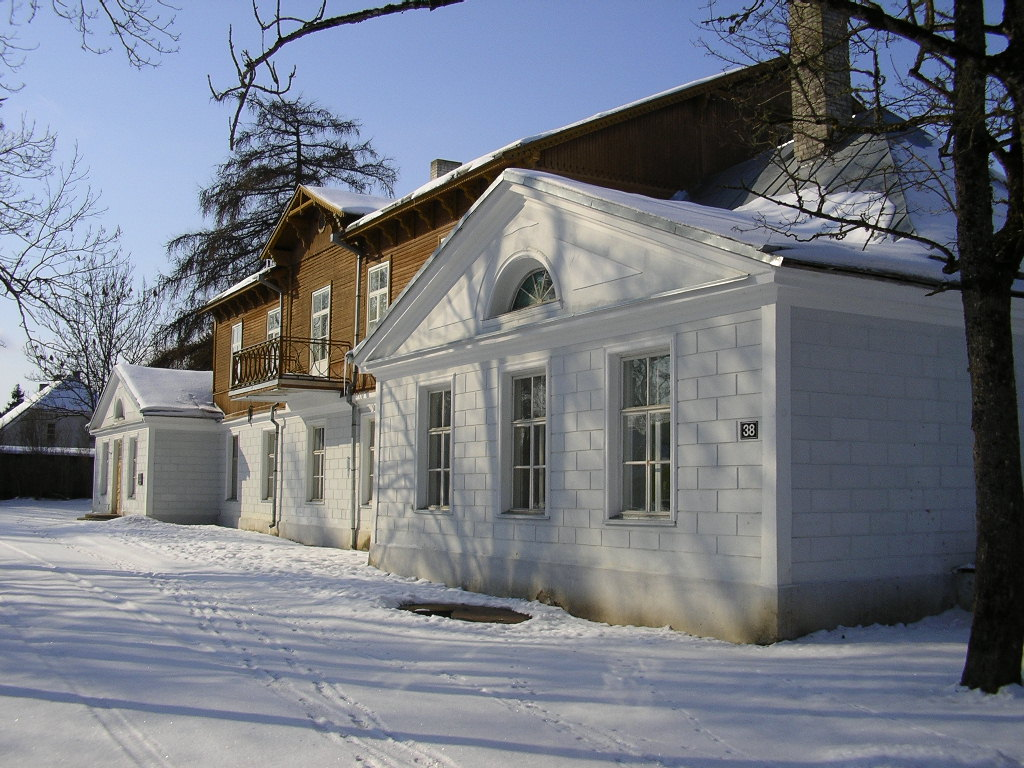
Aruküla herrgård.